# Argus malajski
Argus malajski (Argusianus argus) – gatunek dużego ptaka z rodziny kurowatych (Phasianidae), jedyny przedstawiciel rodzaju Argusianus. Występuje w południowo-wschodniej Azji. Nazwa argusa malajskiego pochodzi od Argosa, mitycznego olbrzyma o stu wiecznie czuwających oczach. Ptak zawdzięcza skojarzenie z olbrzymem poprzez obecny na lotkach i sterówkach charakterystyczny wzór przypominający oczy.

## Podgatunki
Wyróżniono dwa podgatunki A. argus:
- A. argus grayi – zamieszkujący Borneo.
- A. argus argus – występujący na Półwyspie Malajskim i Sumatrze.

Oba podgatunki można rozróżnić po rozmiarze (A. argus grayi jest nieco mniejszy), a także po drobnych różnicach w ubarwieniu.

## Morfologia
Cechy gatunkuCiemny tułów, tył ciała jasny, nakrapiany. Zarówno samiec, jak i samica posiadają nagą, niebieską głowę. Charakterystyczną cechą gatunku są długie lotki i sterówki ozdobione charakterystycznym wzorem w kształcie oczu. Szczególnie okazałe są one u samca w szacie godowej. Samica znacznie skromniej ubarwiona, bardziej brunatna, niepozorna, mniejsza od samca.
Rozmiary
- samce: długość ciała 160–200 cm, w tym ogon 105–143 cm; masa ciała 2040–2725 g[7]
- samice: długość ciała 72–76 cm, w tym ogon 30–36 cm; masa ciała 1590–1700 g[7]

## Tryb życia

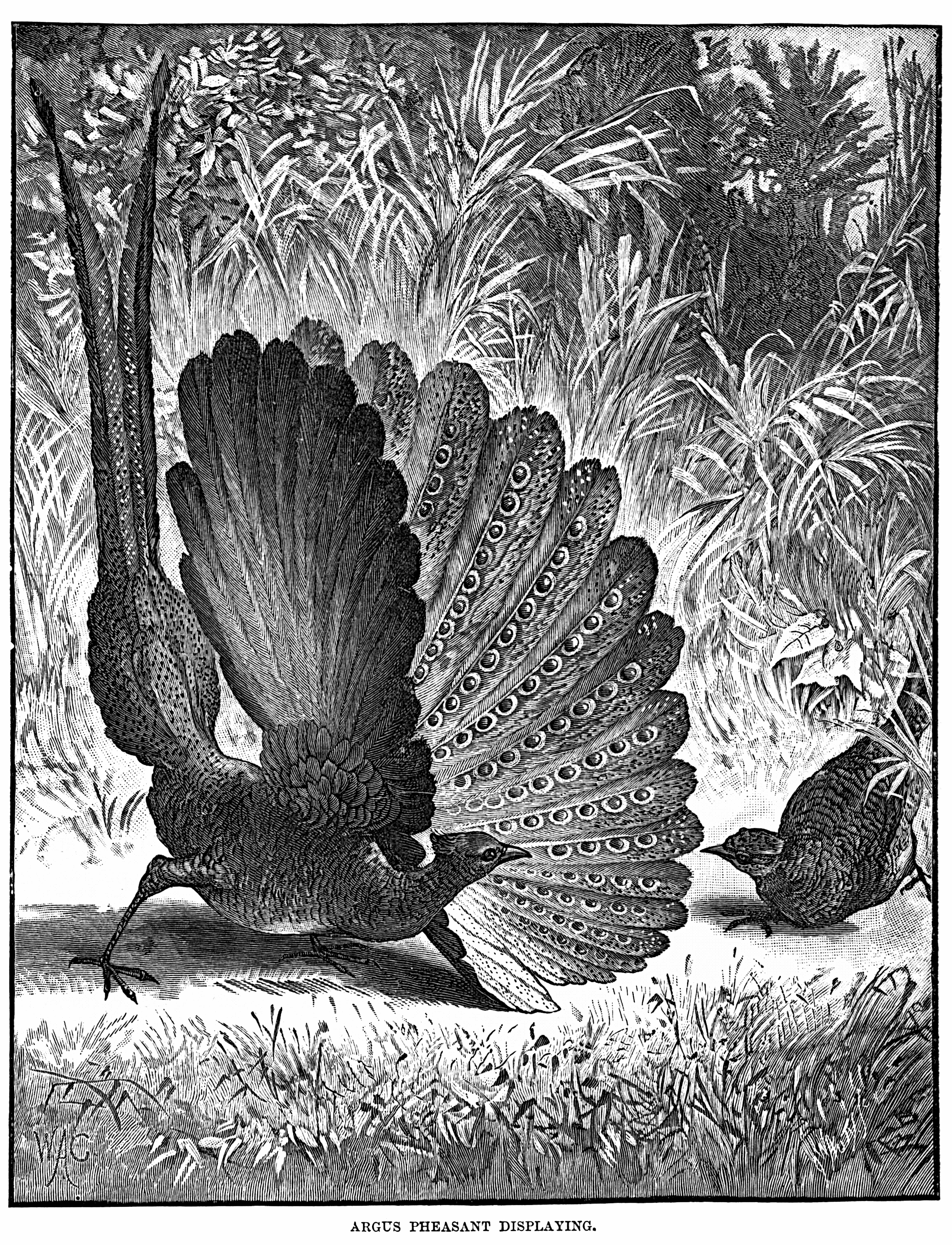
Ilustracja z 1895 roku pokazująca tokującego samca i samicę

BiotopArgus malajski występuje głównie w wysokich, suchych lasach na wysokości do 1300 m n.p.m., ale zazwyczaj poniżej 900 m n.p.m. Pojawia się w lasach liściastych, tropikalnych i na obszarach trawiastych.

PożywienieŻywi się jagodami, opadłymi owocami oraz wygrzebanymi ze ściółki bezkręgowcami. Źródłem białka natomiast są duże, samotnie żyjące na powierzchni gleby bezkręgowce.
RozmnażanieNa swoich terytoriach samce posiadają specjalne miejsca przeznaczone do tokowisk, które skrupulatnie utrzymują w czystości, usuwając z nich wszelakie gałęzie czy liście. W tych miejscach prezentują napotkanej samicy swój taniec godowy. Rozkładają skrzydła w pokaźne wachlarze prezentujące obecne na nich charakterystyczne wzory i krążą wokół samicy, usiłując jej zaimponować. Zapłodniona samica składa 2–4 jaja w gnieździe znajdującym się na ziemi. Panuje poligynia. Samiec nie bierze udziału w opiece nad jajami ani w wychowaniu potomstwa. Po upływie około trzech lat młode są dojrzałe płciowo.

## Status zagrożenia i ochrona
Międzynarodowa Unia Ochrony Przyrody (IUCN) uznaje argusa malajskiego za gatunek narażony (VU – Vulnerable). Szacowano, że całkowita liczebność populacji przekracza 100 tysięcy osobników, ale obecnie liczy prawdopodobnie mniej w związku z silnymi spadkami liczebności w większości zasięgu występowania, zwłaszcza na Sumatrze i w południowej Tajlandii. Do głównych zagrożeń dla gatunku należą utrata siedlisk (głównie wskutek wylesiania) oraz polowania i chwytanie do niewoli.
Gatunek ten jest ujęty w II załączniku konwencji waszyngtońskiej (CITES).